# Henri Savini
Pour les articles homonymes, voir Savini.
Henri Savini est un footballeur français né le 8 mai 1975 à Nice. Il a évolué au poste de milieu défensif ou défenseur.
Ce joueur a fait toute sa carrière dans sa ville natale à l'OGC Nice avec lequel il remporte la Coupe de France en 1997. Il a terminé sa carrière à Cagnes-sur-Mer en 2001.

## Carrière de joueur
- 1991-2000 : OGC Nice
- 2000-2001 : US Cagnes
- Entraineur-Joueur à l'Union Footballistique Lezignanais équipe sénior

## Palmarès
- International des moins de 21 ans.
- Champion de France de Division 2 en 1994 (avec l'OGC Nice)
- Vainqueur de la Coupe de France 1997 (avec l'OGC Nice)